# Міша Тейт
Мі́ша Тере́за Тейт (англ. Miesha Theresa Tate; *18 серпня 1986, Такома, Вашингтон, США) — американська спортсменка: греплерка і професійна бійчиня змішаного стилю. Чемпіонка світу зі змішаних бойових мистецтв у ваговій категорії 57-61 кг за версією «Strikeforce» (2011 рік). Переможець Гран-прі «Strikeforce» у ваговій категорії 57-61 кг (2010 рік). Віцечемпіонка світу з греплінгу у ваговій категорії 63-72 кг за версією FILA.

## Спортивна кар'єра
Міша Тейт займалась американською боротьбою у старшій школі. Виступаючи у жіночій лізі, де вона ставала чемпіонкою штату, Міша проходила тренування з чоловічою збірною школи. У 2006 році Тейт розпочала любительську кар'єру у змішаних бойових мистецтвах. Паралельно вивчала боротьбу на підкорення. З 2007 року — професійний боєць змішаного стилю. У 2008 – 2009 роках брала участь у міжнародних змаганнях з греплінгу, у тому числі — на чемпіонаті світу за версією FILA, де у 2008 році Тейт завоювала срібну медаль, а у 2009 році посіла четверте місце.
У 2010 році, після перемоги над майбутньою чемпіонкою «Bellator», тоді непереможеною Зойлою Ґуржел, Мішу Тейт було включено до складу учасників Гран-прі «Strikeforce», який вона й виграла 13 серпня 2010 року, перемігши за один вечір двох опоненток.
У 2011 році Тейт перемогла діючу чемпіонку «Strikeforce» Марлус Кунен, у бою за титул. Ставши новою чемпіонкою організації, Тейт не змогла втримати чемпіонський пояс, програвши навесні 2012 року непереможеній олімпійській дзюдоїстці Ронді Роузі тяжким підкоренням (у ході заломлення ліктьового суглоба Ронда Роузі вивернула Міші Тейт променеву кістку).
У 2013 році Міша Тейт дебютувала у чемпіонаті UFC. Перший бій у організації Тейт провела проти непереможеної Кейт Зінґано. Переможець у цьому поєдинку мав очолити одну з команд у реаліті-шоу «Абсолютний боєць», опозиційну команді Ронди Роузі. Бій виграла Зінґано, нокаутом від ударів коліньми і ліктями в голову. Поєдинок був відзначений організаторами премією «Бій вечора». Невдовзі стало відомо, що Кейт Зінґано травмувалась, тож Міша Тейт зайняла її місце на посаді тренерки «Абсолютного бійця». Тренована Тейт команда перемогла у шоу в обох лігах: жіночій та чоловічій. У поєдинку тренерів, який одночасно мав титульний статус та характер реваншу, Міша програла. Цього разу її двобій з Рондою Роузі тривав довше, був більш насичений гострою боротьбою, проте завершився так само — заломленням ліктьового суглоба і капітуляцією Тейт.

## Статистика в змішаних бойових мистецтвах
| Результат | Противник        | Спосіб                                       | Раунд | Час  | Дата              | Місце          | Подія                                           | Примітки                                                                             |
| --------- | ---------------- | -------------------------------------------- | ----- | ---- | ----------------- | -------------- | ----------------------------------------------- | ------------------------------------------------------------------------------------ |
| Перемога  | Ліз Кармуш       | Рішення суддів (одностайне)                  | 3     | 5:00 | 19 квітня 2014    | Орландо, США   | «UFC on Fox 11»                                 |                                                                                      |
| Поразка   | Ронда Роузі      | Підкорення (больовий прийом на руку)         | 3     | 0:58 | 28 грудня 2013    | Лас-Вегас, США | «UFC 168»                                       | Бій за титул чемпіонки у легшій ваговій категорії. Нагороджена премією «Бій вечора». |
| Поразка   | Кейт Зінґано     | Технічний нокаут (удари коліньми та ліктями) | 3     | 2:55 | 13 квітня 2013    | Лас-Вегас, США | «The Ultimate Fighter 17 Finale»                | Нагороджена премією «Бій вечора».                                                    |
| Перемога  | Джулі Кедзі      | Підкорення (больовий прийом на руку)         | 3     | 3:28 | 31 грудня 2000    | Сан-Дієґо, США | «Strikeforce: Rousey vs. Kaufman»               |                                                                                      |
| Поразка   | Ронда Роузі      | Підкорення (больовий прийом на руку)         | 1     | 4:27 | 3 березня 2012    | Лас-Вегас, США | «Strikeforce: Tate vs. Rousey»                  | Втратила титул чемпіонки у легшій ваговій категорії.                                 |
| Перемога  | Марлус Кунен     | Підкорення (задушливий прийом руками)        | 4     | 3:03 | 30 липня 2011     | Чикаго, США    | «Strikeforce: Fedor vs. Henderson»              | Виграла титул чемпіонки у легшій ваговій категорії.                                  |
| Перемога  | Хітомі Акано     | Рішення суддів (одностайне)                  | 3     | 3:00 | 13 серпня 2010    | Фінікс, США    | «Strikeforce Challengers: Riggs vs. Taylor»     | Виграла Гран-прі у легшій ваговій категорії.                                         |
| Перемога  | Майю Куяла       | Рішення суддів (одностайне)                  | 2     | 3:00 | 13 серпня 2010    | Фінікс, США    | «Strikeforce Challengers: Riggs vs. Taylor»     |                                                                                      |
| Перемога  | Зойла Ґуржел     | Підкорення (больовий прийом на руку)         | 2     | 4:09 | 26 березня 2010   | Фресно, США    | «Strikeforce Challengers: Johnson vs. Mahe»     |                                                                                      |
| Перемога  | Валері Кулбо     | Підкорення (больовий прийом на руку)         | 1     | 4:45 | 16 січня 2010     | Талса, США     | «Freestyle Cage Fighting 38»                    |                                                                                      |
| Перемога  | Сара Оріза       | Нокаут (удар ногою)                          | 2     | 0:08 | 3 жовтня 2009     | Такома, США    | «Cage Sport 7»                                  |                                                                                      |
| Поразка   | Сара Кауфман     | Рішення суддів (одностайне)                  | 3     | 3:00 | 15 травня 2009    | Фресно, США    | «Strikeforce Challengers: Evangelista vs. Aina» |                                                                                      |
| Перемога  | Лізбет Каррейро  | Підкорення (задушливий прийом руками)        | 3     | 2:48 | 4 квітня 2009     | Шауні, США     | «Freestyle Cage Fighting 30»                    |                                                                                      |
| Перемога  | Дора Баптист     | Підкорення (задушливий прийом ногами)        | 1     | 1:48 | 21 лютого 2009    | Білоксі, США   | «Atlas Fights: USA vs. Brazil»                  |                                                                                      |
| Перемога  | Джессіка Беднарк | Технічний нокаут (удари кулаками)            | 1     | 1:22 | 31 січня 2009     | Шауні, США     | «Freestyle Cage Fighting 27»                    |                                                                                      |
| Перемога  | Джемі Лінн Велш  | Технічний нокаут (удари кулаками)            | 1     | 2:21 | 29 листопада 2008 | Такома, США    | «Cage Sport 4»                                  |                                                                                      |
| Перемога  | Елайна Максвелл  | Рішення суддів (одностайне)                  | 3     | 3:00 | 27 червня 2008    | Сан-Хосе, США  | «Strikeforce: Melendez vs. Thomson»             |                                                                                      |
| Поразка   | Кейтлін Янґ      | Нокаут (удар ногою)                          | 1     | 0:30 | 24 листопада 2007 | Евансвілл, США | «H'n'S BodogFIGHT 2007 Women's Tournament»      |                                                                                      |
| Перемога  | Джен Фінні       | Рішення суддів (одностайне)                  | 4     | 3:00 | 24 листопада 2007 | Евансвілл, США | «H'n'S BodogFIGHT 2007 Women's Tournament»      |                                                                                      |